# Szczyty (Opole)
Pour les articles homonymes, voir Szczyty.

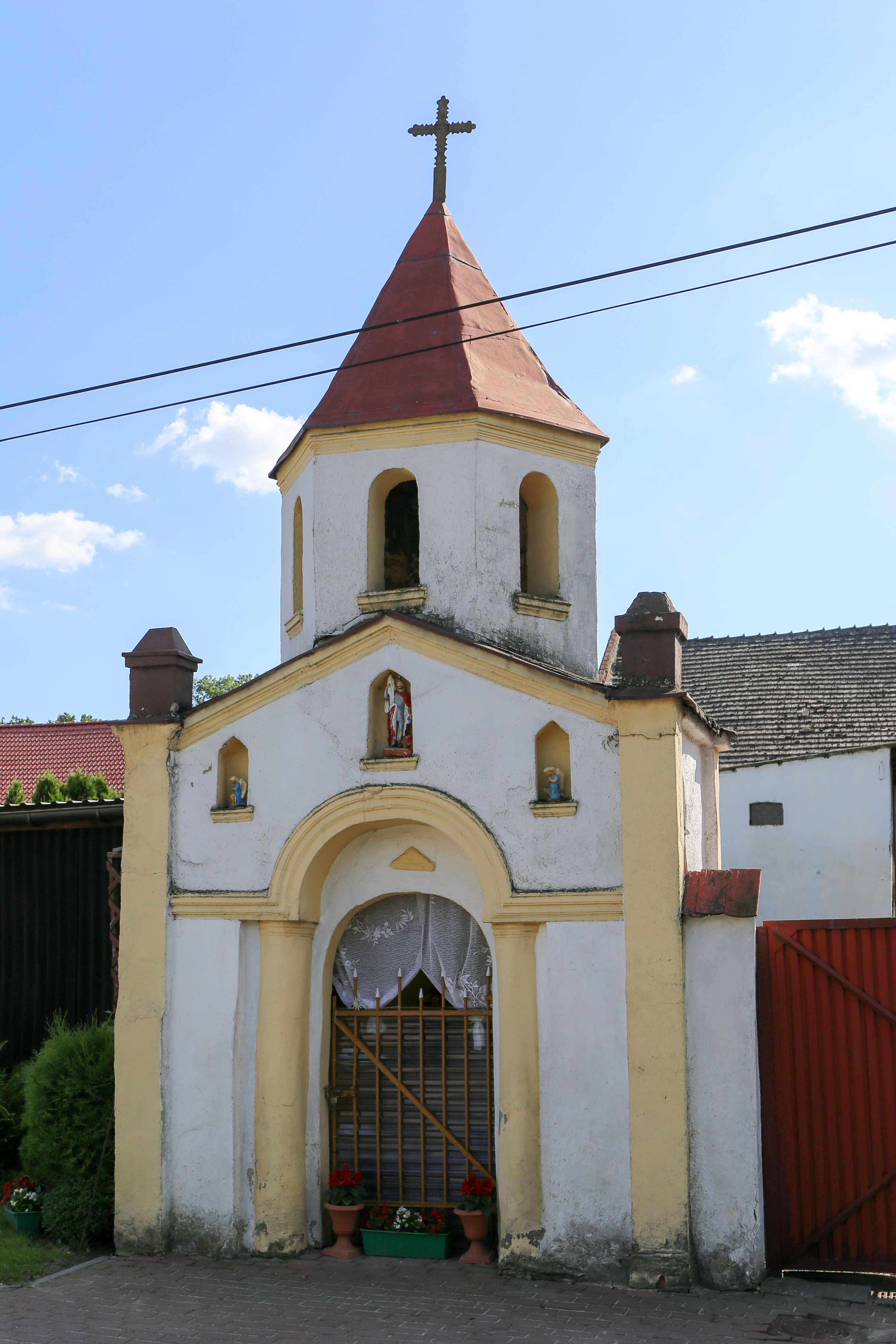

Szczyty est une localité polonaise de la gmina de Baborów, située dans le powiat de Głubczyce en voïvodie d'Opole.

## Histoire
De 1743 à 1945, Tscheidt fait partie de l'arrondissement de Cosel dans le district d'Oppeln au sein de la province de Silésie.